# JDownloader
JDownloader es un gestor de descargas de código abierto escrito en Java. Permite la descarga automática de archivos de sitios de alojamiento inmediato como MediaFire y MEGA, entre otros. Los enlaces de descargas especificados por el usuario son separados en paquetes para permitir pausar y continuar las descargas individualmente. Opcionalmente, los archivos en formato RAR son extraídos automáticamente después de la descarga.

¿Qué es JDownloader?
Es una plataforma de código abierto escrita completamente en Java, diseñado para simplificar la descarga de archivos de servidores como Rapidshare.com, MegaUpload.com, no solo para usuarios con cuenta Premium sino también para los de cuenta gratuita.
JD ofrece descargas múltiples paralelas, reconocimiento de captcha, extracción automática de archivos, administración de contraseñas y mucho más. Adicionalmente, soporta muchos sitios de “cifrado de enlaces”, así que únicamente tendrá que pegar los enlaces “cifrados” y JD hará el resto. JD puede importar archivos DLC, CCF y RSDF.

Por supuesto, JD es gratuito.
JDownloader Team

El sitio web del programa se encuentra entre los 1000 primeros sitios por tráfico de España. Una reseña de mayo de 2009 en Walla! lo considera mejor que el software competidor Raptor. La revista en línea alemana Chip.de lo designó como "Revelación del Año" 2009 después de llegar a clasificarse entre los 50 programas con más de medio millón de descargas en un año.

## Características
JDownloader soporta el tiempo de espera de Rapidshare y reconocimiento de captcha, permitiendo lotes de descargas sin intervención del usuario. Funciona en línea cuando se descarga.
Los usuarios premium de sitios de alojamiento inmediato tienen la ventaja agregada de usar múltiples conexiones por archivo descargado, lo cual acelera la descarga en la mayoría de los casos. Las actualizaciones y parches menores son lanzadas frecuentemente y, por defecto, JDownloader se actualiza durante la iniciación. Los idiomas soportados incluyen: español, inglés, francés, alemán, checo, italiano, danés, polaco, ruso, turco, catalán y euskera.
Además, este programa puede configurarse mediante un script para resetear automáticamente el módem, de tal manera que se renueva la dirección IP, sorteando así los límites que imponen algunos servidores de descarga directa.
A continuación, se listan otras características del software:
- Permite descargas múltiples sin estar presente.
- Es compatible con múltiples portales.
- Funciona como gestor de descargas convencional.
- Permite continuar descargas pausadas.
- Interfaz amigable.
- Escrito en Java: funciona en cualquier sistema operativo soportado por la máquina virtual Java como puede ser GNU/Linux, Windows y Mac OS, entre otros.

## Licencia

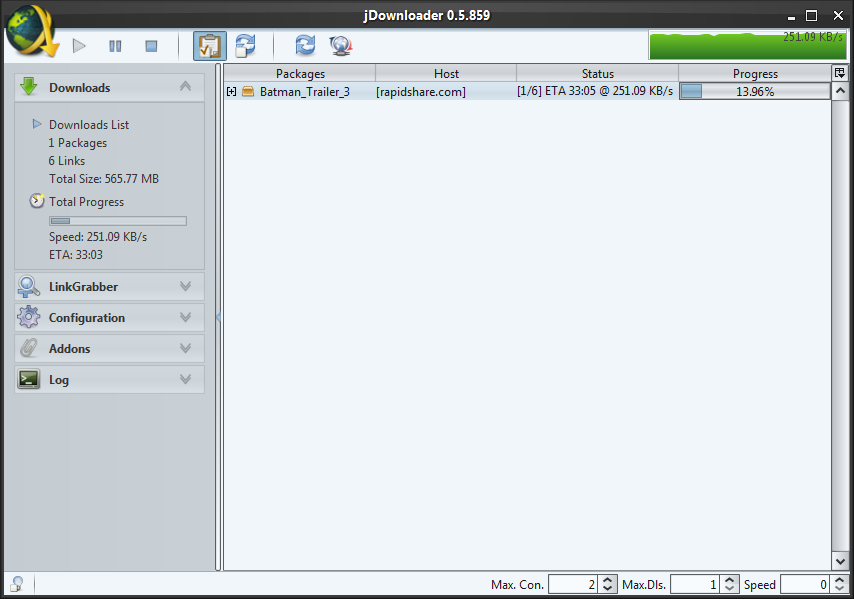
Jdownloader Version 0.5

A pesar de estar bajo licencia libre GPL (es open source), ciertas partes del código fuente de JDownloader no están públicamente disponibles. Los desarrolladores declararon que la licencia puede cambiar, pero el programa seguirá siendo de código abierto. No obstante, se podrá obtener una licencia que permita acceder a las partes de código cerrado.

## Versiones
Historial de las primeras versiones de JDownloader (se han omitido versiones a, b y c, y en la descripción se han omitido actualizaciones):
| Versión             | Fecha de lanzamiento     | Descripción |
| ------------------- | ------------------------ | --- |
| JDownloader 0.1.610 |                          | Reparado error (bug) en Rs.com, añadido el add-on Jchat |
| JDownloader 0.1.680 |                          | Solucionado captcha de Rs.com, traducido al ruso, añadido soporte para MeinUpload.com, FileBase.to, Netfolder.in, 1kh.de, y más mejoras |
| JDownloader 0.1.738 |                          | Reparado error en Rapidshare.com, soporte Http/Socks-Proxy socks y proxy http |
| JDownloader 0.1.772 |                          | ■ Añadido soporte para los siguientes: jdu installmenu, filer.net(free+premium), Przeslijnet (hoster), fastshare.org (hoster), speedyshare.com (hoster), zippyshare (hoster), ProtectTehParadoxcom (descifrador), |
| JDownloader 0.1.806 | 10 de julio de 2008      | Novedad: añadido soporte para los siguientes Hosters (servicios de alojamiento y descargas directas online): share-online, odsiebie.com, mooshare .de (hoster), varias actualizaciones, corregidos algunos errores |
| JDownloader 0.1.907 | 17 de julio de 2008      | ■ Actualizados flyload.net (decrypter), Sharezilla.com (hoster), Sharenow.net (hoster), rapidlayer.in (decrypter), Hubupload.com (decrypter, descifrador o acortador de enlaces) ■ Corregido error en traducción al italiano, corregidos varios bugs |
| JDownloader 0.1.910 | 17 de julio de 2008      | Añadido soporte para gamez.am (OCR), y corregido error al comienzo de JD y al comprobar actualizaciones |
| JDownloader 0.1.921 | 18 de julio de 2008      | Añadido soporte para gamez.am (decrypter), reparado error con los plugins (ya no se producen bucles infinitos al producirse un error en uno de ellos) |
| JDownloader 0.1.945 | 21 de julio de 2008      | ■ Novedades: soporte para shareonall (decrypter), filebase (hoster), hideurl.biz (decrypter) |
| JDownloader 0.1.947 | 21 de julio de 2008      | Añadido soporte de RedirectWayaround.org (decrypter) |
| JDownloader 0.2.016 | 27 de julio de 2008      | ■ Novedad: JD ahora soporta: Animeloads.org (decrypter), Cryptlink.ws (decrypter), Downloads.pes-arena.co (decrypter) |
| JDownloader 0.2.269 | 13 de agosto de 2008     | ■ Novedad: ahora se pueden descargar archivos de más de 2 GB de tamaño ■ Incluye mejoras en la GUI, proxy, comprobación de cuentas, y manejo de errores, y además, añadida traducción al francés y soporte para: upshare.net (ocr), Tinyload.com (decrypter), Rapidshare.com Directdownloads, rapidspread.com (decrypter), Normal HTTP Downloads (hoster), rsprotect.freehsoter.ch (decrypter), you-porn (hoster&decrypter), falinks.com (decrypter), myvideo.com (hoster&decrypter), Sexuria.com (decrypter), urlshield.net (decrypter), Vip-file.com (hoster), Yourfilesender.com (hoster), Upshare.net (hoster) ■ También se han añadido los siguientes add-ons o plugins: Languageeditor, Streamshare Tool |
| JDownloader 0.2.272 | 13 de agosto de 2008     | Reparados bugs en la actualización |
| JDownloader 0.2.274 | 13 de agosto de 2008     | Corregidos bugs en actualización web |
| JDownloader 0.2.287 | 14 de agosto de 2008     | Reparados updateloops, actualización de varios servicios de alojamiento (hosters) |
| JDownloader 0.2.294 | 14 de agosto de 2008     | Corregidos algunos bugs, varias actualizaciones de servicios de alojamiento |
| JDownloader 0.2.306 | 15 de agosto de 2008     | Detección de sniffer, reparado un bug |
| JDownloader 0.2.361 | 16 de agosto de 2008     | Reparado bug con la reconexión manual, varias actualizaciones de servicios de hosting |
| JDownloader 0.2.391 | 19 de agosto de 2008     | Nuevo: ahora JD soporta los descifradores isGd (decrypter) y XrlUs, varios pequeños bugs corregidos |
| JDownloader 0.2.460 | 21 de agosto de 2008     | Añadido soporte para Datenbankorg (decrypter), Xlinkin (decrypter), FileMojo.com (hoster), varias correcciones menores |
| JDownloader 0.2.475 | 23 de agosto de 2008     | Varias actualizaciones |
| JDownloader 0.2.513 | 29 de agosto de 2008     | ■ Nuevo: soporte para romhustler.net (hoster), romhustler.net (decrypter), traffic summary chart (gui), xlice.net relaunch (decrypter), VetaX.in (decrypter), Crypting.it (decrypter) ■ Corregidos errores del gestor de paquetes y el sistema de descargas (Chunkload) |
| JDownloader 0.2.581 | 30 de agosto de 2008     | Añadido soporte para megashares.com [alpha] (hoster) y megashares.com (ocr); arreglada la GUI de configuración |
| JDownloader 0.2.596 | 1 de septiembre de 2008  | Varias actualizaciones |
| JDownloader 0.2.646 | 2 de septiembre 2008     | ■ Añadida autocopia de seguridad de cola de enlaces antes de actualizar, y soporte para LinkProtect.in (decrypter), Romszophar.net (decrypter), Romszophar.net (hoster) ■ Arreglado bug de reconexión |
| JDownloader 0.2.673 | 2 de septiembre de 2008  | Añadido soporte para xup.raidrush.ws (hoster), reparados errores en el gestor de paquetes, el portapapeles y los siguientes add-ons: JDNewsFeed, JDChat, JDHttpLiveScripter |
| JDownloader 0.2.696 | 4 de septiembre de 2008  | JD ahora soporta myspace.com (hoster), www.r-b-a.de (hoster), www.r-b-a.de (decrypter), UCash.in (decrypter); corregidos algunos errores |
| JDownloader 0.2.730 | 6 de septiembre de 2008  | Corregido error de JD Unrar, varias actualizaciones de hosters |
| JDownloader 0.2.819 | 10 de septiembre de 2008 | Nuevo: añadido soporte para ClipFish (hoster/decrypter), actualizaciones varias |
| JDownloader 0.2.841 | 10 de septiembre de 2008 | Varias reparaciones de fallos, varias actualizaciones |
| JDownloader 0.2.857 | 11 de septiembre de 2008 | YourLayer.Com (decrypter) añadido, arreglado error de diálogo de captcha en la GUI y TOC-Bug |
| JDownloader 0.2.888 | 13 de septiembre de 2008 | Añadido soporte para titanload (decrypter), corregido error en el gestor de addons, varias actualizaciones de servicdores |
| JDownloader 0.2.940 | 15 de septiembre de 2008 | ■ Añadida integración con Twitter, añadido soporte para gigasize.com (ocr y hoster), Sharbank.ws (decrypter) ■ Corregido error en el addon webinterface |
| JDownloader 0.2.950 | 16 de septiembre de 2008 | Arreglos importantes en la interfaz |
| JDownloader 03.007  | 19 de septiembre de 2008 | ■ Añadido soporte para JDUnrar (Addon), canna.to (decrypter), arreglado error en Twitter ■ Varias actualizaciones |
| JDownloader 03.021  | 21 de septiembre de 2008 | Varias actualizaciones de servidores |
| JDownloader 03.027  | 21 de septiembre de 2008 | 2 actualizaciones de hosters |
| JDownloader 03.070  | 24 de septiembre de 2008 | Novedades: filefactory (alpha ocr), 4share.com (hoster), Relinka.net (decrypter) |
| JDownloader 03.088  | 26 de septiembre de 2008 | Varias actualizaciones |
| JDownloader 03.146  | 30 de septiembre de 2008 | ■ Añadido soporte para share-now (ocr), reescrito el soporte para Sharebase.to (hoster), reparado bug FILENAME |
| JDownloader 03.188  | 3 de octubre de 2008     | ■ Comprobación de hash y CRC, añadido soporte para rappers.in (decrypter/hoster) |
| JDownloader 03.206  | 4 de octubre de 2008     | Añadidos Premium quicklinks y reconexión CLR |
| JDownloader 03.217  | 5 de octubre de 2008     | ■ Algunas actualizaciones de hosters |
| JDownloader 03.262  | 7 de octubre de 2008     | Añadido soporte Linkbase.biz (decrypter), algunas reparaciones de bugs |
| JDownloader 03.283  | 9 de octubre de 2008     | ■ Añadido addon: Reconnect Recorder |
| JDownloader 03.342  | 14 de octubre de 2008    | ■ Mejoras en compatibilidad para Mac, Añadido Auto-Download-Dir, y soporte para las siguientes webs: linkshare.org (decrypter), sharebase.to (premium), Rapidshare.mu (decrypter), Linkcrypt.ws (decrypter), rapidfolder.com (decrypter), PremiumCollector (addon), fast-load.net FreeTicket, spiegel.de (decrypter) Kids-Theme (addon) ■ Actualizados varios servidores, y las traducciones a alemán, turco, neerlandés y polaco. |
| JDownloader 03.446  | 19 de octubre de 2008    | ■ Añadido soporte para: cshare (hoster), linkr.at (decrypter), rapidblogger.com (decrypter), sdx.cc (decrypter), brazil-series (decrypter) |
| JDownloader 03.522  | 24 de octubre de 2008    | ■ Añadido soporte para JD-Unrar (addon), JD-HJMerge (addon), bad5.com (decrypter), datengigant.com (hoster), letitbit (hoster) ■ Actualizadas varias traducciones |
| JDownloader 03.589  | 1 de noviembre de 2008   | ■ Añadido soporte para: CryptMe.com (decrypter), TwoShare.com (hoster), bluehost premium (hoster), megashares.com premium (hoster) ■ Actualizadas varias traducciones |
| JDownloader 03.604  | 3 de noviembre de 2008   | ■ Añadido soporte para el descifrador jokearound.org y para el hoster axfile.com ■ Actualizados los archivos de traducciones |
| JDownloader 03.645  | 7 de noviembre de 2008   | ■ La salida el programa ahora es con cuenta atrás de 10 segundos ■ Añadido soporte para los siguientes hosters: megarotics, DlFree.fr, sendspace.pl, Mooshare.net Premium, qshare.com premium ■ Actualizada traducción al polaco |
| JDownloader 03.668  | 8 de noviembre de 2008   | ■ Añadida compatibilidad con: speedshare.org (hoster), easyshare.com (hoster), rs-layer.com (OCR, (decrypter), Egoshare.com (hoster), Dosyakayet.com (hoster) |
| JDownloader 03.735  | 12 de noviembre de 2008  | ■ Ahora JD tiene Binario unrar estático para Linux, y posibilidad de arrastrar y soltar enlaces al icono del portapapeles ■ Actualizada la interfaz de los add-ons, y otras actualizaciones ■ Añadida traducción al árabe, y soporte para los descifradores qvvo.com y baberepublic.com |
| JDownloader 03.780  | 16 de noviembre de 2008  | ■ Añadido soporte para carpetas Megaupload.com (decrypter) ■ Cambios en configuración de límite máximo de descargas/host simultáneas, varias actualizaciones |
| JDownloader 03.828  | 20 de noviembre de 2008  | ■ Añadido soporte para: usercashCom (decrypter), rsMonkeycom (decrypter), datei.in (hoster redirect) ■ Varias actualizaciones |
| JDownloader 03.843  | 23 de noviembre de 2008  | Nueva forma de comprobar base de datos y copias de seguridad, mejoras en la GUI |
| JDownloader 03.862  | 24 de noviembre de 2008  | ■ Añadido soporte para: shargle.de premium (hoster), Dosyakaydet (ocr), Vimeo.com (hoster) |
| JDownloader 03.913  | 27 de noviembre de 2008  | ■ JD ahora tiene un sistema de descifrado mejorado, y soporta musicbase (decrypter) y HD for Yourube (hoster) ■ Añadida traducción al húngaro ■ Actualizaciones de Premiumpanel (gui), soporte unicote, y algunos servidores |
| JDownloader 03.960  | 3 de diciembre de 2008   | ■ Añadido soporte para selfload.com (hoster) ■ Actualizado el colector de enlaces o Linkgrabber (GUI), y varios add-ons y hosters |

Historial de las últimas versiones de JDownloader (se han omitido versiones a, b y c, y en la descripción se han generalizado las actualizaciones, en lugar de concretarlas, por cuestiones de espacio):
| Versión                         | Fecha de lanzamiento     | Descripción |
| ------------------------------- | ------------------------ | --- |
| JDownloader 0.4.021             | 8 de diciembre de 2008   | ■ Añadido soporte para ZerosecWs (decrypter) ■ Actualizadores del icono de bandeja de sistema, del desempeño, de los archivos de idioma, de varios decrypters y add-ons, y de los hosters o decrypters Odiebie.com y Rapidshare.com |
| JDownloader 0.4.079             | Enero de 2009            | ■ Nuevo: soporte añadido poara Plikus.pl (hoster), Share-online.biz Premium (hoster), uploading.com (hoster), kewlshare.com (hoster), Filehostme.com free&Premium (hoster) ■ Traducidos updated translation files |
| JDownloader 0.4.088             |                          | ■ Descargas paralelas para Netload.in free, y Bluehost premium. ■ Varias actualizaciones y un error reparado |
| JDownloader 0.4.132             |                          | ■ Corregida la relocation de servidores, y otros errores. Mejoras en la autodetección de enrutado y autoconexión |
| JDownloader 0.4.215             |                          | ■ Añadido soporte para FileStore.To (hoster), load.to (hoster), sharenow.net (hoster, renovado el soporte, en realidad), EasyShareCom premium (hoster), ShareBombCom (hoster) ■ Actualizados varios hoster, varias correcciones en los hosters, reparado loop (bucle infinito) del instalador |
| JDownloader 0.4.232             |                          | Añadido soporte para los servicios de alojamiento (hosters) ZetShare.com y Filezzz.com, varias correcciones menores |
| JDownloader 0.4.286             |                          | ■ Mejoras en la información general http de descarga y de los hosters ■ Añadido soporte para savefile.com (hoster y decrypter), speedyshare.com (hoster), fileshaker.com (hoster), badongo.com (hoster, decrypter) ■ Traducción añadida al bosnio |
| JDownloader 0.4.464             |                          | ■ Añadido soporte para los siguientes servicios: ddlwrz (OCR), Alpha-link (decrypter), CHarts4you (decrypter), Protectbox.in (decrypter), Rapidshare speedtest (hoster), GoogleGroups (hoster&decrypter), AdriveCom (hoster), Protector.it (decrypter), przeklej.pl (hoster), go2.u6e.de (decrypter), wrzuta.pl (hoster), Filefactory.pl (hoster), WyslijTo.pl (hoster), WrzucajCom (hoster), HostPlik.com (hoster), Uploader.pl (hoster), rs43.com (decrypter), Relink-it.com (decrypter), Upload-drive.com (hoster), Pliczek.net (hoster), plikos.pl (hoster), ProtectLinks.com (decrypter), RemixShare.com (hoster) ■ Añadida integración con Click'N'Load, varias actualizaciones |
| JDownloader 0.4.495             |                          | ■ Añadido soporte para Filelocity.com (hoster), zero10.us (decrypter), h-link.us (decrypter) y Filesend.net (hoster) ■ Corregido bug en la reconexión |
| JDownloader 0.4.533             |                          | ■ Añadido speedgraph y speedmeter a la GUI, actualizados plug-ins, corregidos varios bugs (entre ellos uno de lenguaje), añadido soporte para uploadbox (hoster) La opción global de habilitar cuentas premium ahora se encuentra en MENU →PREMIUM HOSTER |
| JDownloader 0.4.577             |                          | ■ Reparados errores importantes como Proxy Authenticator, o el límite de 2 GB de tamaño de descarga ■ Es la versión 0.4.577, no 0.4.576 aunque lo ponga en la URL de la página |
| JDownloader 0.4.812             |                          | ■ Corregidos errores en premium, añadida unit test y creador de changelog (registro de cambios), actualizaciones de traducciones, y de hosters y decrypters ■ Problemas conocidos: La cuenta premium puede ser desactivada por JD incluso si es válida; si esto ocurre, elimínese la info de las cuentas premium desde el panel correspondiente→OK (aceptar)→Añadir→Solucionado ■ Añadido soporte para los siguientes servidores: Linkcrypt.com (decrypter), Ifolder.ru (hoster), Rapid Library (decrypter) |
| JDownloader 0.4.936             | 16 de junio de 2009      | ■ Actualizado el captcha de MU OCR y la traducción al español, nuevo sistema de actualizaciones y muchas correcciones de hosters y decrypters. Los usuarios que utilicen proxy deben descargar una actualización al directorio de instalación de JD, y ejecutarlo ■ Añadido soporte para los siguientes desenciptadores (decrypters): FDNLinks.com, Sprezer.com, Protector.to, All-Stream.info, Link Protection.org, NewsUrl.de, Crystal-Warez.in |
| JDownloader 0.5.949 Final       | Junio de 2009            | ■ Reparaciones en hosters y decrypters (casi todos), varias mejoras en la interfaz, actualizaciones de la traducción, corregidos varios errores. Con esta versión, JDownloader tiene una interfaz gráfica reescrita nueva, con una reducción del número de ventanas para mantener el programa simple, pero con funciones nuevas |
| JDownloader 0.6.111             | 5 de julio de 2009       | ■ Nueva información de descargas y controlador de buffer de bytes ■ Añadido soporte para RuTube.ru (hoster), MegaFtp.com (hoster), FileFlyer.com (hoster), MegaPorn.com (hoster), Raubkopierer (OCR) |
| JDownloader 0.6.193             | 19 de agosto de 2009     | ■ Arreglados errores de reconexión y errores de CRC ■ Nuevo menú de cuentas Premium, nuevo sistema de actualización ■ Añadido soporte para los servidores HetrixLoad.com y DuckLoad |
| JDownloader 0.7                 | 23 de agosto de 2009     | ■ Gran cantidad de cambios, incluyendo: una mejor integración con Firefox (incluye la extensión Flashgot para Firefox), nuevos estilos visuales más rápidos (se puede instalar el paquete Substance para tener más), interfaz con pestañas (Descargas / LinkGrabber / Ajustes / Registro (Log) … y otras), autoCaptcha, actualizador interno (que permite actualizar sin cancelar las descargas), servidores nuevos y/o actualizados, y complementos como JDChat, Scheduler, Editor de Idiomas, etc nuevos y/o actualizados |
| JDownloader 0.8.323 - Synthy    | 30 de septiembre de 2009 | ■ Gonfiguración de tamaño de fuente, gestor de barras de herramientas, 66 métodos de captcha, actualizadas muchas traducciones, estilos Substance añadidos al actualizador ■ Corregidos bugs de la versión 0.7, tales como los del stopmark (marca de pausa), reconexión, contenedor o cuentas premium |
| JDownloader 0.8.763 - Pinky     | 8 de octubre de 2009     | ■ Eliminados errores y fugas de rendimiento (es decir, menor consumo de CPU y RAM) ■ Ahora JD uses un IP-Check-Server-Software especial para reconectar, el cual usa sus propios servidores ■ Varios plug-ins nuevos o actualizados ■ Nuevos métodos de captcha |
| JDownloader 0.8.930 - Pinky (3) | 23 de octubre de 2009    | ■ Reparado bucle de reconexión y también un bug en modo reconexión en lote, reconexiones más rápidas, reparado el programador, optimizado el autoempaquetado del capturador de enlaces (linkgrabber), algunos errores reparados en la GUI y en JDUnrar y JDHJMerge, varios nuevos métodos de captcha, varios plugins nuevos o actualizados como p.e.: ZShare Premium, Youtube Premiumm, Depositfiles, Megaupload (workaround para IP bloqueada), Uploading, IFolder.ru |
| JDownloader 0.9**               | 21 de octubre de 2009    | ■ Correcciones y actualizaciones a los complementos, y por supuesto nuevo soporte para algunos servidores; algunas mejoras a la interfaz (2 nuevos estilos), ahora se usan pestañas para los mensajes personales de chat, el planificador recibió nuevamente algunos arreglos |
| JDownloader 0.9.4*              | 30 de octubre de 2009    | ■ Reparada congelación durante el arranque de JDownloader startup en la Slashscreen, reparaciones en la interfaz, actualizadas varias traducciones, arreglada reconexión externa (puede ser necesario comprobar/incrementar valores de tiempo en preferencias de reconexión), actualizados varios plugins de hosters |
| JDownloader 0.9.22*             | 25 de octubre de 2009    | ■ Esta versión corrige el bug en la biblioteca, que mostraba advertencias de licencia al inicio. Mejoras en la GUI en chat (JD soporta pestañas ahora y la lista de usuarios puede moverse a la derecha), mejor gestión de los modos Standby e Hibernación, y plugins (Hosters & Decrypters) nuevos y/o actualizados ■ Nuevo addon: Personalizador de paquetes (alpha) NOTA: La actualización 0.9.246 es una actualización de corrección de bugs |
| JDownloader 0.9.579 -brain-     | 8 de noviembre de 2009   | ■ Correcciones de errores (freeze bug o error de congelación de Linkgrabber y en reconexión externa) y actualizaciones de idioma, captcha y plugin; también, ahora está disponibles en el capturador de enlaces los botones de mover ■ Varias actualizaciones entre 2009 y 2010 |
| JDownloader 0.9.581             | 20 de febrero de 2011    | ■ Elimina un bug en el menú principal de JDownloader, varias mejoras de aspecto y funcionamiento. ■ Actualizados varios plugins incluyendo Hotfile, Fileserve, File4safe y Shragle, entre otros |

## Gestores comunes de un clic con los que es compatible
La siguiente tabla muestra la utilidad de Jdownloader con diferentes servicios de alojamiento gratuito de archivos.
Si el "reconocimiento CAPTCHA" está disponible en la siguiente tabla (véase abajo), JDownloader es capaz de resolver los captchas del sitio y automáticamente comenzará a descargar el archivo sin intervención del usuario. Si es compatible con descargas "reanudables", más abajo, una descarga de archivos interrumpida puede reanudarse sin intervención del usuario. Las descargas reanudables son preferibles si el tamaño de los archivos a descargar es mayor, mientras que el reconocimiento de letras cifradas (captcha) es conveniente si hay muchos archivos pequeños en el lote.
| Servidor             | Reanudable | Reconocimiento de CAPTCHA | Tiempo de espera |
| -------------------- | ---------- | ------------------------- | ---------------- |
| Depositfiles.com     | Sí         | Sí                        | 1 h              |
| Megashares.com       | No         | Sí                        | 2 h              |
| Easy-share.com       | No         | Sí                        | 20 s             |
| Fileserve.com        | Sí         | Sí                        | 10 min           |
| Filesonic.com        | Sí         | No                        | 30 s             |
| Hotfile.com          | No         | No                        | 30 min           |
| Letitbit.net         | Sí         | Sí                        | -                |
| MEGA                 | Sí         | Sí                        | -                |
| Netload.in           | No         | Sí                        | 55 min           |
| Oron.com             | No         | No                        | 1 min            |
| Rapidshare           | SI         | Sí                        | 5 min            |
| Turboshare.com       | No         | Sí                        | 1 min            |
| Ugotfile.com         | No         | No                        | -                |
| Uploadbox.com        | Sí         | No                        | -                |
| Uploaded.to, o ul.to | No         | Sí                        | -                |
| Uploading.com        | No         | Sí                        | -                |
| Wupload.com          | Sí         | Si                        | 20 min           |
| Yourfilehost.com     | Sí         | No                        | 0                |
| Ziddu.com            | No         | Sí                        | 0                |